# Distrito Capital (Nueva York)
El Distrito Capital o Área Metropolitana de Albany-Schenectady-Troy y oficialmente como Área Estadística Metropolitana de Albany-Schenectady-Troy, NY MSA tal como lo define la Oficina de Administración y Presupuesto (en inglés:New York's Capital District, también como Capital Region) es un Área Estadística Metropolitana centrada en la ciudad de Albany en el estado estadounidense de Nueva York. El área metropolitana tenía una población en el Censo de 2010 de 870.716 habitantes, convirtiéndola en la 58.º área metropolitana más poblada de los Estados Unidos. El área metropolitana de Albany-Schenectady-Troy comprende cuatro condados y la ciudad más poblada es Albany.

## Composición del área metropolitana

### Condados dentro del núcleo
- Condado de Albany
- Condado de Schenectady
- Condado de Rensselaer
- Condado de Saratoga

## Localidades
Esta lista incluye a todas las localidades del Área Estadística Combinada de Albany-Schenectady-Amsterdam, NY CSA:
     * - Ciudad principal del área metropolitana

| Nombre              | Condado         | Población (2000) | Superficie (2000)       | Municipalidad | Área                         | Fecha incorporación | Imagen                     |
| ------------------- | --------------- | ---------------- | ----------------------- | ------------- | ---------------------------- | ------------------- | -------------------------- |
| * Albany            | Albany          | 95,658           | 21,8 sq mi (56.6 km²)   | Ciudad        | Alb.-Sch.-Troy MSA           | 1686                |                            |
| Altamont            | Albany          | 1,737            | 1,2 sq mi (3.1 km²)     | Villa         | Alb.-Sch.-Troy MSA           | 1860                |                            |
| Ames                | Montgomery      | 173              | 0,1 sq mi (0.3 km²)     | Villa         | Amsterdam µSA                | 1924                |                            |
| * Amsterdam         | Montgomery      | 18,355           | 6,3 sq mi (16.3 km²)    | Ciudad        | Amsterdam µSA                | 1885                |                            |
| Amsterdam           | Montgomery      | 5,820            | 30,3 sq mi (78.6 km²)   | Pueblo        | Amsterdam µSA                | 1793                |                            |
| Ancram              | Columbia        | 1,513            | 42,8 sq mi (110.7 km²)  | Pueblo        | Hudson μSA                   | 1803                |                            |
| Argyle              | Washington      | 3,688            | 57,8 sq mi (57.8 km²)   | Pueblo        | Glens Falls MSA              | 1786                |                            |
| Argyle              | Washington      | 289              | 0,4 sq mi (0.9 km²)     | Villa         | Glens Falls MSA              | 1838                |                            |
| Ashland             | Greene          | 752              | 26,0 sq mi (67.3 km²)   | Pueblo        | None                         | 1848                |                            |
| Athens              | Greene          | 3,991            | 28,8 sq mi (74.7 km²)   | Pueblo        | None                         | 1815                |                            |
| Athens              | Greene          | 1,695            | 4,6 sq mi (11.9 km²)    | Villa         | None                         | 1805                |                            |
| Austerlitz          | Columbia        | 1,453            | 48,8 sq mi (126.5 km²)  | Pueblo        | Hudson μSA                   | 1818                |                            |
| Ballston            | Saratoga        | 8,729            | 30,0 sq mi (77.7 km²)   | Pueblo        | Alb.-Sch.-Troy MSA           | 1788                |                            |
| Ballston Spa        | Saratoga        | 5,556            | 1,6 sq mi (4.2 km²)     | Villa         | Alb.-Sch.-Troy MSA           | 1807                |                            |
| Berlin              | Rensselaer      | 1,901            | 59,9 sq mi (155.2 km²)  | Pueblo        | Alb.-Sch.-Troy MSA           | 1806                |                            |
| Berne               | Albany          | 2,846            | 64,8 sq mi (167.7 km²)  | Pueblo        | Alb.-Sch.-Troy MSA           | 1795                |                            |
| Bethlehem           | Albany          | 31,304           | 49,6 sq mi (128.4 km²)  | Pueblo        | Alb.-Sch.-Troy MSA           | 1793                |                            |
| Bleecker            | Fulton          | 573              | 59,5 sq mi (154.0 km²)  | Pueblo        | Gloversville μSA             | 1831                |                            |
| Blenheim            | Schoharie       | 330              | 34,4 sq mi (89.0 km²)   | Pueblo        | Alb.-Sch.-Troy MSA           | 1797                |                            |
| Bolton              | Warren          | 2,117            | 90,1 sq mi (233.3 km²)  | Pueblo        | Glens Falls MSA              | 1799                |                            |
| Broadalbin          | Fulton          | 5,066            | 39,8 sq mi (103.0 km²)  | Pueblo        | Gloversville μSA             | 1793                |                            |
| Broadalbin          | Fulton          | 1,411            | 1,0 sq mi (2.6 km²)     | Villa         | Gloversville μSA             | 1815                |                            |
| Broome              | Schoharie       | 947              | 48,1 sq mi (124.5 km²)  | Pueblo        | Alb.-Sch.-Troy MSA           | 1797                |                            |
| Brunswick           | Rensselaer      | 11,644           | 44,6 sq mi (115.6 km²)  | Pueblo        | Alb.-Sch.-Troy MSA           | 1807                |                            |
| Cairo               | Greene          | 6,355            | 60,1 sq mi (155.8 km²)  | Pueblo        | None                         | 1802                |                            |
| Cambridge           | Washington      | 2,158            | 36,5 sq mi (94.5 km²)   | Pueblo        | Glens Falls MSA              | 1788                |                            |
| Cambridge           | Washington      | 1,925            | 1,7 sq mi (4.3 km²)     | Villa         | Glens Falls MSA              | 1866                |                            |
| Canaan              | Columbia        | 1,820            | 37,0 sq mi (95.7 km²)   | Pueblo        | Hudson μSA                   | 1788                |                            |
| Canajoharie         | Montgomery      | 3,797            | 43,1 sq mi (111.6 km²)  | Pueblo        | Amsterdam μSA                | 1788                |                            |
| Canajoharie         | Montgomery      | 2,257            | 1,3 sq mi (3.5 km²)     | Villa         | Amsterdam μSA                | 1829                |                            |
| Carlisle            | Schoharie       | 1,758            | 34,2 sq mi (88.7 km²)   | Pueblo        | Alb.-Sch.-Troy MSA           | 1807                |                            |
| Caroga              | Fulton          | 1,407            | 54,2 sq mi (140.5 km²)  | Pueblo        | Alb.-Sch.-Troy MSA           | 1842                |                            |
| Castleton-on-Hudson | Rensselaer      | 1,619            | 0,8 sq mi (2.1 km²)     | Villa         | Alb.-Sch.-Troy MSA           | 1827                |                            |
| Catskill            | Greene          | 11,849           | 64,2 sq mi (166.2 km²)  | Pueblo        | None                         | 1788                |                            |
| Catskill            | Greene          | 4,392            | 2,8 sq mi (7.3 km²)     | Villa         | None                         | 1806                |                            |
| Charleston          | Montgomery      | 1,292            | 42,8 sq mi (111.0 km²)  | Pueblo        | Amsterdam μSA                | 1793                |                            |
| Charlton            | Saratoga        | 3,954            | 32,8 sq mi (85.0 km²)   | Pueblo        | Alb.-Sch.-Troy MSA           | 1792                |                            |
| Chatham             | Columbia        | 4,249            | 53,5 sq mi (138.7 km²)  | Pueblo        | Hudson μSA                   | 1795                |                            |
| Chatham             | Columbia        | 1,758            | 1,2 sq mi (3.1 km²)     | Villa         | Hudson μSA                   | 1869                |                            |
| Chester             | Warren          | 3,614            | 87,1 sq mi (225.6 km²)  | Pueblo        | Glens Falls MSA              | 1799                |                            |
| Claverack           | Columbia        | 6,401            | 48,0 sq mi (124.2 km²)  | Pueblo        | Hudson μSA                   | 1788                |                            |
| Clermont            | Columbia        | 1,726            | 19,2 sq mi (49.7 km²)   | Pueblo        | Hudson μSA                   | 1788                |                            |
| Clifton Park        | Saratoga        | 32,995           | 50,2 sq mi (130.1 km²)  | Pueblo        | Alb.-Sch.-Troy MSA           | 1828                |                            |
| Cobleskill          | Schoharie       | 6,407            | 30,8 sq mi (79.7 km²)   | Pueblo        | Alb.-Sch.-Troy MSA           | 1795                |                            |
| Cobleskill          | Schoharie       | 4,533            | 3,3 sq mi (8.5 km²)     | Villa         | Alb.-Sch.-Troy MSA           | 1868                |                            |
| Coeymans            | Albany          | 8,151            | 53,1 sq mi (137.5 km²)  | Pueblo        | Alb.-Sch.-Troy MSA           | 1791                |                            |
| Cohoes              | Albany          | 15,521           | 4,2 sq mi (11.0 km²)    | Ciudad        | Alb.-Sch.-Troy MSA           | 1869                |                            |
| Colonie             | Albany          | 79,258           | 57,9 sq mi (149.9 km²)  | Pueblo        | Alb.-Sch.-Troy MSA           | 1895                |                            |
| Colonie             | Albany          | 7,916            | 3,3 sq mi (8.6 km²)     | Villa         | Alb.-Sch.-Troy MSA           | 1921                |                            |
| Conesville          | Schoharie       | 726              | 39,9 sq mi (103.2 km²)  | Pueblo        | Alb.-Sch.-Troy MSA           | 1836                |                            |
| Copake              | Columbia        | 3,278            | 42,1 sq mi (109.1 km²)  | Pueblo        | Alb.-Sch.-Troy MSA           | 1824                |                            |
| Corinth             | Saratoga        | 5,985            | 58,1 sq mi (150.6 km²)  | Pueblo        | Alb.-Sch.-Troy MSA           | 1818                |                            |
| Corinth             | Saratoga        | 2,474            | 1,1 sq mi (2.9 km²)     | Villa         | Alb.-Sch.-Troy MSA           | 1888                |                            |
| Coxsackie           | Greene          | 8,884            | 38,4 sq mi (99.4 km²)   | Pueblo        | None                         | 1788                |                            |
| Coxsackie           | Greene          | 2,895            | 2,6 sq mi (6.7 km²)     | Villa         | None                         | 1867                |                            |
| Day                 | Saratoga        | 920              | 69,6 sq mi (180.1 km²)  | Pueblo        | Alb.-Sch.-Troy MSA           | 1819                |                            |
| Delanson            | Schenectady     | 385              | 0,6 sq mi (1.6 km²)     | Villa         | Alb.-Sch.-Troy MSA           | 1921                |                            |
| Dolgeville          | Fulton Herkimer | 2,166            | 1,9 sq mi (4.8 km²)     | Villa         | Amsterdam μSA Utica-Rome MSA | 1881                |                            |
| Dresden             | Washington      | 677              | 55,0 sq mi (142.5 km²)  | Pueblo        | Glens Falls MSA              | 1822                |                            |
| Duanesburg          | Schenectady     | 5,808            | 72,1 sq mi (186.8 km²)  | Pueblo        | Alb.-Sch.-Troy MSA           | 1788                |                            |
| Durham              | Greene          | 2,592            | 49,3 sq mi (127.6 km²)  | Pueblo        | None                         | 1790                |                            |
| East Greenbush      | Rensselaer      | 15,560           | 24,4 sq mi (63.1 km²)   | Pueblo        | Alb.-Sch.-Troy MSA           | 1855                |                            |
| East Nassau         | Rensselaer      | 571              | 4,9 sq mi (12.7 km²)    | Villa         | Alb.-Sch.-Troy MSA           | 1998                |                            |
| Easton              | Washington      | 2,259            | 63,2 sq mi (163.6 km²)  | Pueblo        | Glens Falls MSA              | 1789                |                            |
| Edinburg            | Saratoga        | 1,384            | 67,1 sq mi (173.7 km²)  | Pueblo        | Alb.-Sch.-Troy MSA           | 1801                |                            |
| Ephratah            | Fulton          | 1,693            | 39,4 sq mi (102.1 km²)  | Pueblo        | Alb.-Sch.-Troy MSA           | 1827                |                            |
| Esperance           | Schoharie       | 2,043            | 20,0 sq mi (51.9 km²)   | Pueblo        | Alb.-Sch.-Troy MSA           | 1846                |                            |
| Esperance           | Schoharie       | 380              | 0,5 sq mi (1.4 km²)     | Villa         | Alb.-Sch.-Troy MSA           | 1819                |                            |
| Florida             | Montgomery      | 2,731            | 51,5 sq mi (133.4 km²)  | Pueblo        | Gloversville μSA             | 1793                |                            |
| Fonda               | Montgomery      | 810              | 0,6 sq mi (1.6 km²)     | Villa         | Gloversville μSA             | 1850                |                            |
| Fort Ann            | Washington      | 6,417            | 110,8 sq mi (287.0 km²) | Pueblo        | Glens Falls MSA              | 1808                |                            |
| Fort Ann            | Washington      | 471              | 0,3 sq mi (0.8 km²)     | Villa         | Glens Falls MSA              | 1820                |                            |
| Fort Edward         | Washington      | 5,892            | 27,4 sq mi (71.0 km²)   | Pueblo        | Glens Falls MSA              | 1818                |                            |
| Fort Edward         | Washington      | 3,141            | 1,9 sq mi (5.0 km²)     | Villa         | Glens Falls MSA              | 1849                |                            |
| Fort Johnson        | Montgomery      | 491              | 0,8 sq mi (2.2 km²)     | Villa         | Amsterdam µSA                | 1909                |                            |
| Fort Plain          | Montgomery      | 2,288            | 1,4 sq mi (3.7 km²)     | Villa         | Amsterdam µSA                | 1832                |                            |
| Fulton              | Schoharie       | 1,495            | 65,0 sq mi (168.2 km²)  | Pueblo        | Alb.-Sch.-Troy MSA           | 1828                |                            |
| Fultonville         | Montgomery      | 710              | 0,5 sq mi (1.3 km²)     | Villa         | Amsterdam µSA                | 1948                |                            |
| Gallatin            | Columbia        | 1,499            | 39,6 sq mi (102.6 km²)  | Pueblo        | Hudson µSA                   | 1830                |                            |
| Galway              | Saratoga        | 3,589            | 45,0 sq mi (116.6 km²)  | Pueblo        | Alb.-Sch.-Troy MSA           | 1792                |                            |
| Galway              | Saratoga        | 214              | 0,3 sq mi (0.7 km²)     | Villa         | Alb.-Sch.-Troy MSA           | 1838                |                            |
| Germantown          | Columbia        | 2,018            | 13,9 sq mi (36.0 km²)   | Pueblo        | Hudson µSA                   | 1788                |                            |
| Ghent               | Columbia        | 5,276            | 45,4 sq mi (117.6 km²)  | Pueblo        | Hudson µSA                   | 1818                |                            |
| Gilboa              | Schoharie       | 1,215            | 59,3 sq mi (153.7 km²)  | Pueblo        | Alb.-Sch.-Troy MSA           | 1848                |                            |
| Glen                | Montgomery      | 2,222            | 39,3 sq mi (101.8 km²)  | Pueblo        | Amsterdam µSA                | 1823                |                            |
| * Glens Falls       | Warren          | 14,354           | 3,9 sq mi (10.2 km²)    | Ciudad        | Glens Falls MSA              | 1908                |                            |
| Glenville           | Schenectady     | 28,183           | 50,9 sq mi (131.8 km²)  | Pueblo        | Alb.-Sch.-Troy MSA           | 1821                |                            |
| * Gloversville      | Fulton          | 15,413           | 5,1 sq mi (13.2 km²)    | Ciudad        | Gloversville µSA             | 1890                |                            |
| Grafton             | Rensselaer      | 1,987            | 46,0 sq mi (119.0 km²)  | Pueblo        | Alb.-Sch.-Troy MSA           | 1807                |                            |
| Granville           | Washington      | 6,456            | 56,1 sq mi (145.4 km²)  | Pueblo        | Glens Falls MSA              | 1786                |                            |
| Granville           | Washington      | 2,644            | 1,6 sq mi (4.1 km²)     | Villa         | Glens Falls MSA              | 1849                |                            |
| Greenfield          | Saratoga        | 7,362            | 67,7 sq mi (175.4 km²)  | Pueblo        | Alb.-Sch.-Troy MSA           | 1793                |                            |
| Green Island        | Albany          | 2,278            | 0,9 sq mi (2.4 km²)     | Pueblo        | Alb.-Sch.-Troy MSA           | 1896                |                            |
| Green Island        | Albany          | 2,278            | 0,9 sq mi (2.4 km²)     | Villa         | Alb.-Sch.-Troy MSA           | 1853                |                            |
| Greenport           | Columbia        | 4,180            | 20,5 sq mi (53.1 km²)   | Pueblo        | Hudson μSA                   | 1837                |                            |
| Greenville          | Greene          | 3,316            | 39,1 sq mi (101.3 km²)  | Pueblo        | None                         | 1803                |                            |
| Greenwich           | Washington      | 4,896            | 44,4 sq mi (114.9 km²)  | Pueblo        | Glens Falls MSA              | 1803                |                            |
| Greenwich           | Washington      | 1,902            | 1,5 sq mi (3.9 km²)     | Villa         | Glens Falls MSA              | 1809                |                            |
| Guilderland         | Albany          | 32,688           | 58,7 sq mi (152 km²)    | Pueblo        | Alb.-Sch.-Troy MSA           | 1803                |                            |
| Hadley              | Saratoga        | 1,971            | 41,1 sq mi (106.4 km²)  | Pueblo        | Alb.-Sch.-Troy MSA           | 1801                |                            |
| Hagaman             | Montgomery      | 1,357            | 1,5 sq mi (4.0 km²)     | Villa         | Amsterdam μSA                | 1892                |                            |
| Hague               | Warren          | 854              | 79,6 sq mi (206.2 km²)  | Pueblo        | Glens Falls MSA              | 1807                |                            |
| Halcott             | Greene          | 193              | 23,0 sq mi (59.7 km²)   | Pueblo        | None                         | 1851                |                            |
| Halfmoon            | Saratoga        | 18,474           | 33,7 sq mi (87.2 km²)   | Pueblo        | Alb.-Sch.-Troy MSA           | 1788                |                            |
| Hampton             | Washington      | 871              | 22,6 sq mi (58.6 km²)   | Pueblo        | Glens Falls MSA              | 1786                |                            |
| Hartford            | Washington      | 2,279            | 43,5 sq mi (112.6 km²)  | Pueblo        | Glens Falls MSA              | 1793                |                            |
| Hebron              | Washington      | 1,773            | 56,4 sq mi (146.1 km²)  | Pueblo        | Glens Falls MSA              | 1786                |                            |
| Hillsdale           | Columbia        | 1,744            | 47,8 sq mi (123.7 km²)  | Pueblo        | Hudson μSA                   | 1788                |                            |
| Hoosick             | Rensselaer      | 6,759            | 63,2 sq mi (163.6 km²)  | Pueblo        | Alb.-Sch.-Troy MSA           | 1788                |                            |
| Hoosick Falls       | Rensselaer      | 3,436            | 1,7 sq mi (4.5 km²)     | Villa         | Alb.-Sch.-Troy MSA           | 1827                |                            |
| Horicon             | Warren          | 1,479            | 71,8 sq mi (186.0 km²)  | Pueblo        | Glens Falls MSA              | 1838                |                            |
| * Hudson            | Columbia        | 7,524            | 2,3 sq mi (6.0 km²)     | Ciudad        | Hudson μSA                   | 1785                |                            |
| Hunter              | Greene          | 2,721            | 90,7 sq mi (235.0 km²)  | Pueblo        | None                         | 1813                |                            |
| Hunter              | Greene          | 490              | 1,6 sq mi (4.3 km²)     | Villa         | None                         | 1896                |                            |
| Jackson             | Washington      | 1,718            | 37,5 sq mi (97.0 km²)   | Pueblo        | Glens Falls MSA              | 1815                |                            |
| Jefferson           | Schoharie       | 1,285            | 43,4 sq mi (112.5 km²)  | Pueblo        | Alb.-Sch.-Troy MSA           | 1803                |                            |
| Jewitt              | Greene          | 970              | 50,5 sq mi (130.8 km²)  | Pueblo        | None                         | 1849                |                            |
| Johnsburg           | Warren          | 2,450            | 206,7 sq mi (535.5 km²) | Pueblo        | Glens Falls MSA              | 1805                |                            |
| Johnstown           | Fulton          | 8,511            | 4,9 sq mi (12.6 km²)    | Ciudad        | Gloversville μSA             | 1895                |                            |
| Johnstown           | Fulton          | 7,166            | 71,4 sq&nsup>2/sup>)    | Pueblo        | Alb.-Sch.-Troy MSA           | 1803                | !-- Una imagen va aquí --> |
| Horicon             | Warren          | 1,479            | 71,8bsp;mi (184.9 km²)  | Pueblo        | Gloversville μSA             | 1793                |                            |
| Kinderhook          | Columbia        | 8,296            | 32,4 sq mi (84.0 km²)   | Pueblo        | Hudson μSA                   | 1788                |                            |
| Kinderhook          | Columbia        | 1,275            | 1,9 sq mi (4.9 km²)     | Villa         | Hudson μSA                   | 1838                |                            |
| Kingsbury           | Washington      | 11,171           | 40,0 sq mi (103.6 km²)  | Pueblo        | Glens Falls MSA              | 1786                |                            |
| Knox                | Albany          | 2,647            | 41,9 sq mi (108.6 km²)  | Pueblo        | Alb.-Sch.-Troy MSA           | 1822                |                            |
| Lake George         | Warren          | 3,578            | 32,7 sq mi (84.7 km²)   | Pueblo        | Glens Falls MSA              | 1810                |                            |
| Lake George         | Warren          | 985              | 0,6 sq mi (1.6 km²)     | Villa         | Glens Falls MSA              | 1903                |                            |
| Lake Luzerne        | Warren          | 3,219            | 54,1 sq mi (140.0 km²)  | Pueblo        | Glens Falls MSA              | 1792                |                            |
| Lexington           | Greene          | 830              | 79,7 sq mi (206.5 km²)  | Pueblo        | None                         | 1813                |                            |
| Livingston          | Columbia        | 3,424            | 39,0 sq mi (100.9 km²)  | Pueblo        | Hudson μSA                   | 1788                |                            |
| Malta               | Saratoga        | 13,005           | 31,4 sq mi (81.2 km²)   | Pueblo        | Alb.-Sch.-Troy MSA           | 1802                |                            |
| Mayfield            | Fulton          | 6,640            | 64,7 sq mi (167.5 km²)  | Pueblo        | Gloversville μSA             | 1793                |                            |
| Mayfield            | Fulton          | 800              | 1,1 sq mi (2.8 km²)     | Villa         | Gloversville μSA             | 1896                |                            |
| Mechanicville       | Saratoga        | 5,019            | 0,9 sq mi (2.4 km²)     | Ciudad        | Alb.-Sch.-Troy MSA           | 1915                |                            |
| Menands             | Albany          | 3,910            | 3,4 sq mi (8.8 km²)     | Villa         | Alb.-Sch.-Troy MSA           | 1924                |                            |
| Middleburgh         | Schoharie       | 3,515            | 49,3 sq mi (127.6 km²)  | Pueblo        | Alb.-Sch.-Troy MSA           | 1797                |                            |
| Middleburgh         | Schoharie       | 1,398            | 1,2 sq mi (3.1 km²)     | Villa         | Alb.-Sch.-Troy MSA           | 1881                |                            |
| Milton              | Saratoga        | 17,103           | 35,6 sq mi (92.3 km²)   | Pueblo        | Alb.-Sch.-Troy MSA           | 1792                |                            |
| Minden              | Montgomery      | 4,202            | 51,5 sq mi (133.3 km²)  | Pueblo        | Amsterdam μSA                | 1798                |                            |
| Mohawk              | Montgomery      | 3,902            | 35,4 sq mi (91.7 km²)   | Pueblo        | Amsterdam μSA                | 1837                |                            |
| Moreau              | Saratoga        | 13,826           | 43,6 sq mi (112.96 km²) | Pueblo        | Alb.-Sch.-Troy MSA           | 1805                |                            |
| Nassau              | Rensselaer      | 4,818            | 45,2 sq mi (117.1 km²)  | Pueblo        | Alb.-Sch.-Troy MSA           | 1807                |                            |
| Nassau              | Rensselaer      | 1,161            | 0,7 sq mi (1.8 km²)     | Villa         | Alb.-Sch.-Troy MSA           | 1819                |                            |
| Nelliston           | Montgomery      | 622              | 1,2 sq mi (3.1 km²)     | Villa         | Amsterdam μSA                | 1878                |                            |
| New Baltimore       | Greene          | 3,417            | 43,1 sq mi (111.7 km²)  | Pueblo        | None                         | 1811                |                            |
| New Lebanon         | Columbia        | 2,454            | 36,0 sq mi (93.2 km²)   | Pueblo        | Hudson μSA                   | 1818                |                            |
| New Scotland        | Albany          | 8,626            | 58,4 sq mi (151.3 km²)  | Pueblo        | Alb.-Sch.-Troy MSA           | 1832                |                            |
| Niskayuna           | Schenectady     | 20,295           | 15,1 sq mi (39.0 km²)   | Pueblo        | Alb.-Sch.-Troy MSA           | 1809                |                            |
| North Greenbush     | Rensselaer      | 10,805           | 19,0 sq mi (49.3 km²)   | Pueblo        | Alb.-Sch.-Troy MSA           | 1855                |                            |
| Northampton         | Fulton          | 2,760            | 34,7 sq mi (89.9 km²)   | Pueblo        | Gloversville μSA             | 1799                |                            |
| Northumberland      | Saratoga        | 4,603            | 32,9 sq mi (85.2 km²)   | Pueblo        | Alb.-Sch.-Troy MSA           | 1798                |                            |
| Northville          | Fulton          | 1,139            | 1,4 sq mi (3.7 km²)     | Villa         | Gloversville μSA             | 1873                |                            |
| Oppenheim           | Fulton          | 1,774            | 56,5 sq mi (146.2 km²)  | Pueblo        | Gloversville μSA             | 1808                |                            |
| Palatine            | Montgomery      | 3,070            | 41,7 sq mi (108.1 km²)  | Pueblo        | Amsterdam μSA                | 1788                |                            |
| Palatine Bridge     | Montgomery      | 706              | 0,9 sq mi (2.5 km²)     | Villa         | Amsterdam μSA                | 1867                |                            |
| Perth               | Fulton          | 3,638            | 26,1 sq mi (67.5 km²)   | Pueblo        | Gloversville μSA             | 1838                |                            |
| Petersburgh         | Rensselaer      | 1,563            | 41,6 sq mi (107.7 km²)  | Pueblo        | Alb.-Sch.-Troy MSA           | 1791                |                            |
| Philmont            | Columbia        | 1,480            | 1,2 sq mi (3.1 km²)     | Villa         | Hudson μSA                   | 1891                |                            |
| Pittstown           | Rensselaer      | 5,644            | 64,8 sq mi (167.9 km²)  | Pueblo        | Alb.-Sch.-Troy MSA           | 1788                |                            |
| Poestenkill         | Rensselaer      | 4,054            | 32,6 sq mi (84.4 km²)   | Pueblo        | Alb.-Sch.-Troy MSA           | 1848                |                            |
| Prattsville         | Greene          | 665              | 19,7 sq mi (51.1 km²)   | Pueblo        | None                         | 1824                |                            |
| Princetown          | Schenectady     | 2,132            | 24,1 sq mi (62.4 km²)   | Pueblo        | Alb.-Sch.-Troy MSA           | 1798                |                            |
| Providence          | Saratoga        | 1,841            | 45,1 sq mi (116.8 km²)  | Pueblo        | Alb.-Sch.-Troy MSA           | 1796                |                            |
| Putnam              | Washington      | 645              | 35,5 sq mi (91.8 km²)   | Pueblo        | Glens Falls MSA              | 1806                |                            |
| Queensbury          | Warren          | 25,411           | 64,81 sq mi (167.9 km²) | Pueblo        | Glens Falls MSA              | 1786                |                            |
| Ravena              | Albany          | 3,369            | 1,3 sq mi (3.5 km²)     | Villa         | Alb.-Sch.-Troy MSA           | 1914                |                            |
| Rensselaer          | Rensselaer      | 7,761            | 3,3 sq mi (8.6 km²)     | Ciudad        | Alb.-Sch.-Troy MSA           | 1897                |                            |
| Rensselaerville     | Albany          | 1,915            | 61,9 sq mi (160.2 km²)  | Pueblo        | Alb.-Sch.-Troy MSA           | 1790                |                            |
| Richmondville       | Schoharie       | 2,412            | 30,2 sq mi (78.3 km²)   | Pueblo        | Alb.-Sch.-Troy MSA           | 1849                |                            |
| Richmondville       | Schoharie       | 786              | 1,8 sq mi (4.7 km²)     | Villa         | Alb.-Sch.-Troy MSA           | 1881                |                            |
| Root                | Montgomery      | 1,752            | 51,0 sq mi (132.1 km²)  | Pueblo        | Gloversville μSA             | 1823                |                            |
| Rotterdam           | Schenectady     | 28,316           | 36,5 sq mi (94.5 km²)   | Pueblo        | Alb.-Sch.-Troy MSA           | 1820                |                            |
| Round Lake          | Saratoga        | 604              | 1,2 sq mi (3.0 km²)     | Villa         | Alb.-Sch.-Troy MSA           | 1869                |                            |
| St. Johnsville      | Montgomery      | 2,565            | 17,4 sq mi (45.0 km²)   | Pueblo        | Amsterdam μSA                | 1838                |                            |
| St. Johnsville      | Montgomery      | 1,685            | 0,9 sq mi (2.2 km²)     | Villa         | Amsterdam μSA                | 1857                |                            |
| Salem               | Washington      | 2,702            | 52,5 sq mi (136.0 km²)  | Pueblo        | Glens Falls MSA              | 1786                |                            |
| Salem               | Washington      | 964              | 2,9 sq mi (7.6 km²)     | Villa         | Glens Falls MSA              | 1803                |                            |
| Sand Lake           | Rensselaer      | 7,987            | 36,2 sq mi (93.6 km²)   | Pueblo        | Alb.-Sch.-Troy MSA           | 1812                |                            |
| Saratoga            | Saratoga        | 5,141            | 42,9 sq mi (111.1 km²)  | Pueblo        | Alb.-Sch.-Troy MSA           | 1788                |                            |
| Saratoga Springs    | Saratoga        | 28,186           | 29,1 sq mi (75.3 km²)   | Ciudad        | Alb.-Sch.-Troy MSA           | 1826                |                            |
| Schaghticoke        | Rensselaer      | 7,456            | 51,9 sq mi (134.3 km²)  | Pueblo        | Alb.-Sch.-Troy MSA           | 1788                |                            |
| Schaghticoke        | Rensselaer      | 676              | 0,9 sq mi (2.3 km²)     | Villa         | Alb.-Sch.-Troy MSA           | 1867                |                            |
| * Schenectady       | Schenectady     | 61,821           | 11,0 sq mi (28.5 km²)   | Ciudad        | Alb.-Sch.-Troy MSA           | 1798                |                            |
| Schodack            | Rensselaer      | 12,536           | 63,7 sq mi (164.9 km²)  | Pueblo        | Alb.-Sch.-Troy MSA           | 1795                |                            |
| Schoharie           | Schoharie       | 3,299            | 30,0 sq mi (77.6 km²)   | Pueblo        | Alb.-Sch.-Troy MSA           | 1788                |                            |
| Schoharie           | Schoharie       | 1,030            | 1,6 sq mi (4.3 km²)     | Villa         | Alb.-Sch.-Troy MSA           | 1867                |                            |
| Schuylerville       | Saratoga        | 1,197            | 0,6 sq mi (1.5 km²)     | Villa         | Alb.-Sch.-Troy MSA           | 1831                |                            |
| Scotia              | Schenectady     | 7,957            | 1,8 sq mi (4.6 km²)     | Villa         | Alb.-Sch.-Troy MSA           | 1904                |                            |
| Seward              | Schoharie       | 1,637            | 36,5 sq mi (94.4 km²)   | Pueblo        | Alb.-Sch.-Troy MSA           | 1840                |                            |
| Sharon              | Schoharie       | 1,843            | 39,2 sq mi (101.4 km²)  | Pueblo        | Alb.-Sch.-Troy MSA           | 1797                |                            |
| Sharon Springs      | Schoharie       | 547              | 1,8 sq mi (4.7 km²)     | Villa         | Alb.-Sch.-Troy MSA           | 1871                |                            |
| South Glens Falls   | Saratoga        | 3,368            | 1,5 sq mi (3.9 km²)     | Villa         | Alb.-Sch.-Troy MSA           | 1895                |                            |
| Stephentown         | Rensselaer      | 2,873            | 58,1 sq mi (150.4 km²)  | Pueblo        | Alb.-Sch.-Troy MSA           | 1788                |                            |
| Stillwater          | Saratoga        | 7,522            | 43,6 sq mi (112.8 km²)  | Pueblo        | Alb.-Sch.-Troy MSA           | 1788                |                            |
| Stillwater          | Saratoga        | 1,644            | 1,4 sq mi (3.7 km²)     | Villa         | Alb.-Sch.-Troy MSA           | 1816                |                            |
| Stockport           | Columbia        | 2,933            | 13,1 sq mi (34.1 km²)   | Pueblo        | Hudson μSA                   | 1833                |                            |
| Stony Creek         | Warren          | 743              | 83,2 sq mi (215.5 km²)  | Pueblo        | Glens Falls MSA              | 1852                |                            |
| Stratford           | Fulton          | 640              | 76,7 sq mi (198.6 km²)  | Pueblo        | Gloversville μSA             | 1805                |                            |
| Stuyvesant          | Columbia        | 2,188            | 26,8 sq mi (69.3 km²)   | Pueblo        | Hudson μSA                   | 1823                |                            |
| Summit              | Schoharie       | 1,123            | 37,5 sq mi (97.0 km²)   | Pueblo        | Alb.-Sch.-Troy MSA           | 1819                |                            |
| Taghkanic           | Columbia        | 1,118            | 40,2 sq mi (104.0 km²)  | Pueblo        | Hudson μSA                   | 1803                |                            |
| Tannersville        | Greene          | 448              | 1,1 sq mi (3.0 km²)     | Villa         | None                         | 1895                |                            |
| Thurman             | Warren          | 1,199            | 92,8 sq mi (240.3 km²)  | Pueblo        | Glens Falls MSA              | 1792                |                            |
| * Troy              | Rensselaer      | 49,170           | 11,0 sq mi (28.5 km²)   | Ciudad        | Alb.-Sch.-Troy MSA           | 1816                |                            |
| Valatie             | Columbia        | 1,712            | 1,3 sq mi (3.3 km²)     | Villa         | Hudson μSA                   | 1856                |                            |
| Valley Falls        | Rensselaer      | 491              | 0,5 sq mi (1.2 km²)     | Villa         | Alb.-Sch.-Troy MSA           | 1904                |                            |
| Victory             | Saratoga        | 544              | 0,5 sq mi (1.4 km²)     | Villa         | Alb.-Sch.-Troy MSA           | 1849                |                            |
| Voorheesville       | Albany          | 2,705            | 2,1 sq mi (5.5 km²)     | Villa         | Alb.-Sch.-Troy MSA           | 1899                |                            |
| Warrensburg         | Warren          | 4,255            | 64,8 sq mi (168.0 km²)  | Pueblo        | Glens Falls MSA              | 1813                |                            |
| Waterford           | Saratoga        | 8,515            | 7,4 sq mi (19.2 km²)    | Pueblo        | Alb.-Sch.-Troy MSA           | 1816                |                            |
| Waterford           | Saratoga        | 2,204            | 0,4 sq mi (0.9 km²)     | Villa         | Alb.-Sch.-Troy MSA           | 1794                |                            |
| Watervliet          | Albany          | 10,207           | 1,5 sq mi (3.9 km²)     | Ciudad        | Alb.-Sch.-Troy MSA           | 1897                |                            |
| Westerlo            | Albany          | 3,466            | 58,5 sq mi (151.6 km²)  | Pueblo        | Alb.-Sch.-Troy MSA           | 1815                |                            |
| White Creek         | Washington      | 3,411            | 47,9 sq mi (124.1 km²)  | Pueblo        | Glens Falls MSA              | 1815                |                            |
| Whitehall           | Washington      | 4,035            | 58,8 sq mi (149.2 km²)  | Pueblo        | Glens Falls MSA              | 1786                |                            |
| Whitehall           | Washington      | 2,667            | 4,8 sq mi (12.5 km²)    | Villa         | Glens Falls MSA              | 1806                |                            |
| Wilton              | Saratoga        | 12,511           | 36,0 sq mi (93.2 km²)   | Pueblo        | Alb.-Sch.-Troy MSA           | 1818                |                            |
| Windham             | Greene          | 1,660            | 45,4 sq mi (117.6 km²)  | Pueblo        | None                         | 1798                |                            |
| Wright              | Schoharie       | 1,547            | 28,7 sq mi (74.3 km²)   | Pueblo        | Alb.-Sch.-Troy MSA           | 1846                |                            |